# Сокольський Остап Петрович
Сокольський Остап Петрович («Обрій»; 18 вересня 1925, Завалів — 19 вересня 1998, Торонто
) — член УПА, вояк Української дивізії «Галичина», доктор наук, заслужений громадський діяч, журналіст.

## Біографія
Сокольський Остап народився 18 вересня 1925 року у селі Завалів Підгаєцького району Тернопільської області. Відвідував Бережанську гімназію, але війна не дала закінчити навчання.
У 1944 році вступив до лав УПА, а потім приєднався до братів (Богдана та Романа) у Дивізію «Галичина». Брав участь у боях під Бродами, згодом в діях у Словаччині, Словенії й у фронтових боях в Австрії. Після закінчення війни перебував у полоні в Італії (Белярія, Ріміні), де закінчив Матуральні курси. У 1947 році був перевезений разом із іншими полоненими до Великої Британії, де у Шотландії виконував службу перекладача при британській команді. У 1948 році був керівником канцелярії праці та керівником курсів англійської мови у таборі Макмеррі (англ. — Macmarry) Шотландія
У 1951 році виїхав до Канади. Закінчив Торонтський університет, осягнувши ступінь бакалавра (BA), згодом у Йоркському університеті отримав ступінь магістра (MA). Докторську дисертацію з економіки захистив в Українському вільному університеті в Мюнхені.
У Канаді активно включився у громадське і політичне життя української спільноти і канадського суспільства. За час свого життя в Канаді Остап Сокольський виконував обов'язки голови Братства І Дивізії УНА, голови управи торонтського відділу Конгресу українців Канади, за що був нагороджений Шевченківською нагородою (Вінніпег, 8-11 жовтня 1992 року). Був ініціатором, а потім і виконавчим директором резиденції святих Петра і Павла (Скарборо) Торонто, був членом Наукового товариства імені Шевченка, Клубу українських журналістів і директором Дому Старших громадян. Активно боровся проти наклепів на вояків Першої дивізії УНА і був членом «Комітету для справедливості».
Був головним рушієм заснування Української ради міста Скарборо, яка щорічно піклувалася про відзначення Дня Незалежності України. З приводу 200-річчя Скарборо Міська Рада нагородила його медаллю за внесок у багатокультурність міста.
У канадському суспільстві був головою Канадського етнічного клубу журналістів і письменників (від 1979 до 1996), членом Комітету єдності Канади, Торонтської Історичної Ради, Інституту стратегічних студій, клубу «Емпаєр». Також був членом Ради сімох націй та Комісії міністерства освіти провінції Онтаріо.
Помер 19 вересня 1998 року, похований на цвинтарі Йорк у Торонто.

## Нагороди
- Шевченківська нагорода (Вінніпег, 8-11 жовтня 1992 р.)
- медаль Міської Ради Скарборо за внесок у багатокультурність міста

## Доробок
- Остап Сокольський, Іван Джиджора. Підгаєчани в Дивізії «Галичина» / Підгаєцька земля. Історично-мемуарний збірник / Гол.ред. проф. Тарас Гунчак. — Головний комітет підгаєчан, Дітройт, ЗСА 1980 року. — Друкарня «Київ», Торонто, Канада. — С. 699—708